# Soup
Soup é um álbum lançado em novembro de 2007 por The Housemartins e The Beautiful South no Mercury Records. É na verdade uma coletânea de ambas as bandas, os primeiros sete faixas enquadradas em conjunto, como "The Housemartins Condensed" e os quinze restantes como "O Creme de The Beautiful South". Todas as 22 músicas foram lançadas como singles pela banda e a lista de faixas é executado em ordem cronológica, por ano de lançamento canção de 1985 do "Flag Day" para 2003 "Just A Few Things That I Ain't".

## Lista de faixas
The Housemartins Condensado
1. "Flag Day"
2. "Happy Hour"
3. "Think for a Minute"
4. "Caravan of Love"
5. "Five Get Over Excited"
6. "Me and the Farmer"
7. "Build"

O Creme de The Beautiful South
1. "Song For Whoever"
2. "You Keep It All In"
3. "I'll Sail This Ship Alone"
4. "A Little Time"
5. "Old Red Eyes Is Back"
6. "36D"
7. "Good As Gold (Stupid As Mud)"
8. "Everybody's Talkin'"
9. "Prettiest Eyes"
10. "One Last Love Song"
11. "Rotterdam (Or Anywhere)"
12. "Don't Marry Her"
13. "Perfect 10"
14. "How Long's a Tear Take to Dry?"
15. "Just A Few Things That I Ain't"

## Chart performance
O álbum alcançou a posição # 15 no UK Albums Chart e foi disco de platina.